# Campeonato Europeo de Rugby League División C 2014
El Campeonato Europeo de Rugby League División C de 2014 fue la séptima edición del torneo de tercera división europeo de Rugby League.

## Equipos
- Grecia
- Malta
- República Checa

## Posiciones
| Equipo          | Encuentros | Encuentros | Encuentros | Encuentros | Tantos  | Tantos    | Tantos     | Puntos |
| Equipo          | jugados    | ganados    | empatados  | perdidos   | a favor | en contra | diferencia | Puntos |
| --------------- | ---------- | ---------- | ---------- | ---------- | ------- | --------- | ---------- | ------ |
| Grecia          | 2          | 2          | 0          | 0          | 100     | 34        | +66        | 4      |
| Malta           | 2          | 1          | 0          | 1          | 52      | 40        | +12        | 2      |
| República Checa | 2          | 0          | 0          | 2          | 24      | 102       | -78        | 0      |

### Partidos
| 28 de junio | Malta | 18 - 32 | Grecia |  |  |

| 12 de julio | República Checa | 8 - 34 | Malta |  |  |

| 11 de octubre | Grecia | 68 - 16 | República Checa |  |  |

| Bandera de Grecia |
| Campeón Grecia    |
| Primer título     |